# Astragalus sikokianus
Astragalus sikokianus là một loài thực vật có hoa trong họ Đậu. Loài này được Nakai miêu tả khoa học đầu tiên.